# The Fighting Fifth Cuban Mascot
The Fighting Fifth Cuban Mascot è un cortometraggio muto del 1898. Il nome del regista non viene riportato nei credit del film, un documentario che mostra le mascotte dei Rough Riders, il corpo di volontari che prese parte alla guerra ispano-americana affiancando l'esercito a Cuba.

## Produzione
Il film fu prodotto dalla Selig Polyscope Company.

## Distribuzione
Distribuito dalla Selig Polyscope Company, il film - un cortometraggio di 15,24 metri - uscì nelle sale cinematografiche statunitensi nel 1898.